# Šamil Omarov
Šamil Magomedovič Omarov (rusky Шамиль Магомедович Омаров) (* 28. září 1936 Dagestán, Sovětský svaz) je ruský farmakolog, doktor medicíny, člen Národní akademie věd Dagestánu a emeritní profesor na Dagestánské lékařskě univerzitě. Předseda společnosti farmakologové v Dagestánu.
V roce 1969 obhájil dizertační práci na Lékařském institutu v Novgorodě a získal titul kandidát věd. V roce 1980 obhájil dizertační práci na Ruské univerzitě družby národů v Moskvě a získal titul doktor medicíny. V roce 1980 byl jmenován profesorem.
Od roku 1988 je vedoucím katedry farmakologie na Dagestánské lékařské univerzitě.